# カバーガール (1944年の映画)
『カバーガール』（原題・Cover Girl）は、1943年に撮影され、翌1944年に完成・公開されたアメリカ合衆国の映画である。チャールズ・ヴィダーが監督、リタ・ヘイワースとジーン・ケリーが主演した。テクニカラー方式で撮影されている。日本では1977年に水野晴郎主宰のインターナショナル・プロモーションによって配給された。

## キャスト
- ラスティ・パーカー/マリベル・ヒックス：リタ・ヘイワース
- ダニー・マクガイア：ジーン・ケリー
- ノエル：リー・ボウマン
- ジーニアス：フィル・シルヴァース
- モーリン・マーティン：レスリー・ブルックス
- コーネリア・ジャクソン：イヴ・アーデン
- ジョン：オットー・クルーガー

## スタッフ
- 監督：チャールズ・ヴィダー
- 製作：アーサー・シュワルツ
- 脚本：ヴァージニア・ヴァン・アップ
- 音楽：ジェローム・カーン（作曲）、アイラ・ガーシュウィン（作詞）
- 音楽監督：モリス・ストロフ
- 撮影：ルドルフ・マテ、アレン・M・デイヴィ
- 編集：ヴァイオラ・ローレンス
- 美術：ライオネル・バンクス、ケーリー・オデル
- 装置：フェイ・バブコック
- 衣裳：トラヴィス・バントン、ミュリエル・キング、グウェン・ウェイクリング

## アカデミー賞受賞・ノミネーション
- 受賞
  - ミュージカル映画音楽賞：モリス・ストロフ、カーメン・ドラゴン
- ノミネーション
  - カラー撮影賞：ルドルフ・マテ、アレン・M・デイヴィ
  - カラー室内装置賞：ライオネル・バンクス、ケーリー・オデル、フェイ・バブコック
  - 歌曲賞：ジェローム・カーン、アイラ・ガーシュウィン
  - 録音賞：ジョン・P・リヴァダリー